# Ni Zhengyu

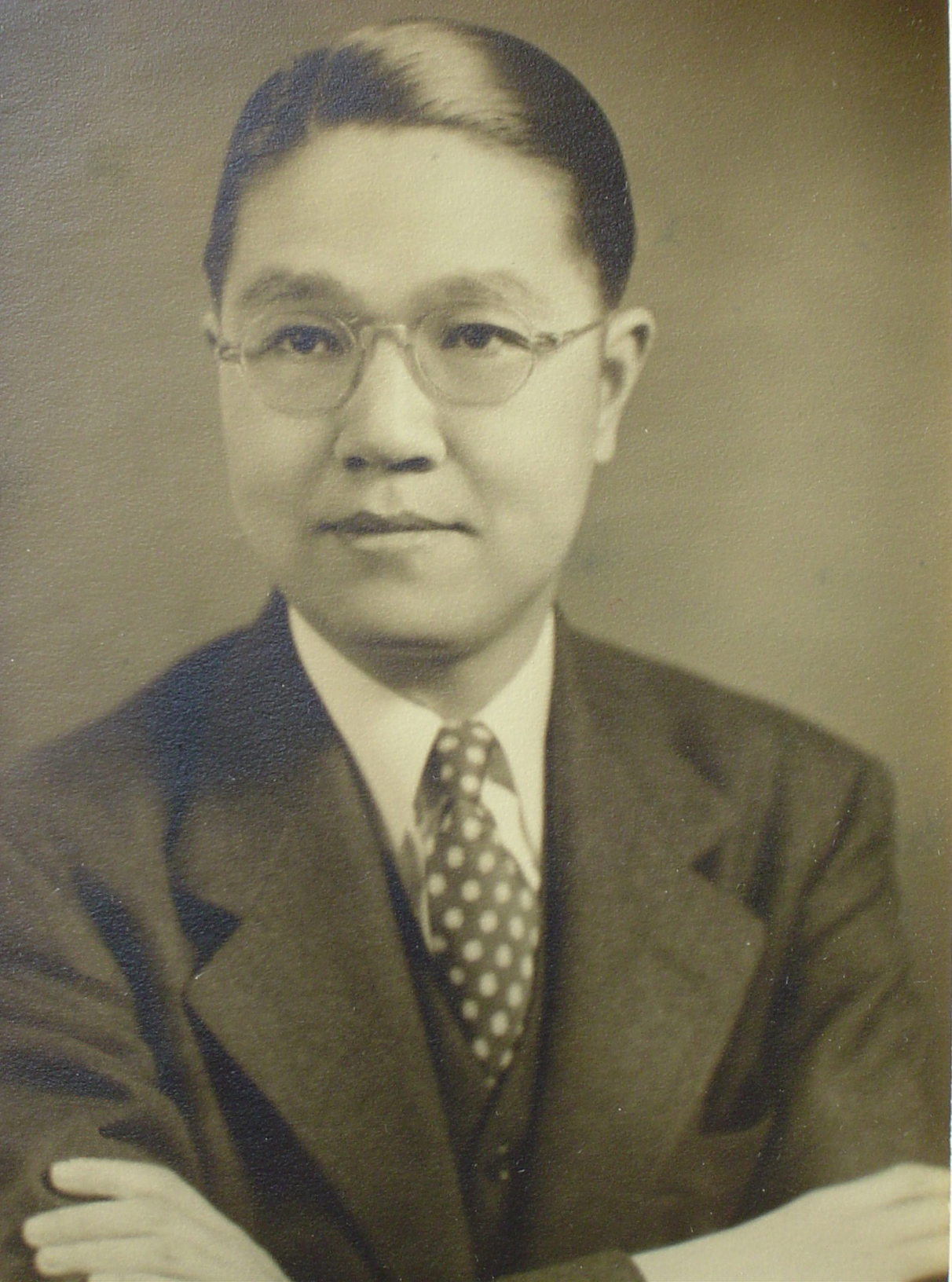
Ni Zhengyu, vor 1949

Ni Zhengyu (chinesisch 倪征𣋉; * 28. Juli 1906 in Wujiang, Provinz Jiangsu; † 3. September 2003) war ein chinesischer Jurist. Er wirkte nach dem Zweiten Weltkrieg als Berater der chinesischen Anklagevertretung bei den Tokioter Prozessen und war von 1985 bis 1994 der erste Richter aus der Volksrepublik China am Internationalen Gerichtshof.

## Leben
Ni Zhengyu wurde 1906 in Wujiang geboren und schloss 1923 die Schule ab. Anschließend studierte er zunächst zwei Jahre lang an der Hujiang-Universität in Shanghai. Unter dem Eindruck der in China bestehenden Konsulargerichtsbarkeit, durch die Ausländern im juristischen Bereich besondere Privilegien eingeräumt wurden, begann er dann ein Studium der Rechtswissenschaften an der Suzhou-Universität, um einen Beitrag zur Überwindung der konsularischen Rechtsprechung zu leisten. In den Jahren 1928/1929 widmete er sich weiteren Studien an der Stanford University in den Vereinigten Staaten und promovierte dort 1929.
Nach seiner Rückkehr in sein Heimatland arbeitete er zunächst in privater Praxis und unterrichtete darüber hinaus an verschiedenen Universitäten. Nach einer Tätigkeit für das chinesische Justizministerium wurde er 1933 Richter am Special District Court in Shanghai und 1941 Präsident des Chungqing Court. Drei Jahre später wechselte er erneut in das Justizministerium. Nach dem Ende des Zweiten Weltkrieges war er Berater der chinesischen Anklagevertretung beim Internationalen Militärgerichtshof für den Fernen Osten, der für die strafrechtliche Verfolgung von Kriegsverbrechen und Verbrechen gegen die Menschlichkeit während des Pazifikkrieges zuständig war. Von 1948 bis 1956 war er als Professor und Dekan der juristischen Fakultät an der Suzhou-Universität tätig.
Im Jahr 1956 trat Ni Zhengyu in den Dienst des chinesischen Außenministeriums ein, in dem er als Rechtsberater im Rang eines Botschafters wirkte. In dieser Funktion war er später von 1973 bis 1982 an den Verhandlungen über das Seerechtsübereinkommen der Vereinten Nationen (UN) beteiligt. Von 1982 bis 1984 gehörte er der Völkerrechtskommission der UN an. Im November 1984 wurde er zusammen mit dem Norweger Jens Evensen zum Richter an den Internationalen Gerichtshof (IGH) in Den Haag gewählt. Er war in der Geschichte des IGH der erste Richter aus der Volksrepublik China und wirkte am Gerichtshof für eine turnusgemäß neunjährige Amtszeit von Februar 1985 bis Februar 1994. Zu seinem Nachfolger wurde 1993 sein Landsmann Shi Jiuyong gewählt.
Ni Zhengyu gehörte ab 1987 dem Institut de Droit international an. Er starb im Jahr 2003.